# Carretera Estatal de Idaho 75
La Carretera Estatal de Idaho 75, y abreviada SH 75 (en inglés: Idaho State Highway 75) es una carretera estatal estadounidense ubicada en el estado de Idaho. La carretera inicia en el sur desde la US 93     en Shoshone hacia el norte en la US 93     en Challis. La carretera tiene una longitud de 274,7 km (170.666 mi).

## Mantenimiento
Al igual que las autopistas interestatales, y las rutas federales y el resto de carreteras estatales, la Carretera Estatal de Idaho 75 es administrada y mantenida por el Departamento de Transporte de Idaho por sus siglas en inglés ITD.